# Глыбочка (Карачевский район)
Глыбочка — деревня в Карачевском районе Брянской области, в составе Карачевского городского поселения. 

Расположена в 5 км к юго-востоку от города Карачева. Население — 93 человека (2010).

## История
Предположительно, существовала до начала XVII века; была разорена в Смутное время и возродилась позднее.
До 1929 года входила в Карачевский уезд (с 1861 — в составе Драгунской волости, с 1925 в Карачевской волости). Состояла в приходе городских церквей: Всехсвятской и Николаевской.
С 1929 года в Карачевском районе; с 1930-х гг. до 2005 года входила в Первомайский сельсовет.
| Годы      | 1866 | 1926 | 1979 | 1989 | 2002 | 2010 |
| --------- | ---- | ---- | ---- | ---- | ---- | ---- |
| Население | 79   | 234  | 139  | 83   | 71   | 93   |